# Santiago Romero
Santiago Romero, vollständiger Name Santiago Ernesto Romero Fernández, (* 15. Februar 1990 in Montevideo) ist ein uruguayischer Fußballspieler.

## Karriere

### Verein
Der 1,76 Meter große Mittelfeldakteur Santiago „Colo“ Romero spielte in seiner Kindheit Baby fútbol bei Don Bosco. Anschließend stand er in Reihen von Nacional (AUFI). Von dort führte sein Weg zur Jugendabteilung von Defensor Sporting. Anfang 2009 wechselte Romero zu Nacional Montevideo, wo er zunächst in der Cuarta División spielen sollte. Mit dem Team wurde er in seiner Altersklasse Uruguayischer Meister und entschied im Folgejahr auch das Torneo Clausura in der Tercera División zu Gunsten Nacionals. Er stand bei den Bolsos mindestens seit der Clausura 2010 im Erstligakader. Für die Bolsos bestritt er seither zwölf Partien in der Primera División. In der Saison 2010/11 sind jedoch keine Einsätze für Romero hinterlegt. Zudem absolvierte er elf Begegnungen der Copa Libertadores. Ein Pflichtspieltorerfolg gelang ihm in diesen Wettbewerben bislang nicht. In der Spielzeit 2011/12 wurde er mit seiner Mannschaft Uruguayischer Meister. Nach der Spielzeit 2012/13 schloss er sich im Rahmen eines Ausleihgeschäfts dem chilenischen Verein Deportes Iquique an, da er bei den Bolsos nicht die erhofften Einsatzzeiten erhielt. Bei den Chilenen lief er 35-mal in der Primera División auf und erzielte acht Tore. Auch kam er 2013/14 zwölfmal in der Copa Chile MTS zum Zug (zwei Tore), die sein Verein im April 2014 gewann. Beim 3:1-Finalsieg über Huachipato gehörte Romero der Startelf an. In der Saisonvorbereitung für die Spielzeit 2014/15 stand er wieder im Kader Nacionals. In der Saison 2014/15 wurde er in 24 Erstligaspielen (ein Tor) und zwei Partien (kein Tor) der Copa Libertadores 2015 eingesetzt. Sein Verein gewann die Uruguayische Meisterschaft. Während der Spielzeit 2015/16 kam er in 25 Erstligaspielen (vier Tore), vier Partien (ein Tor) der Copa Sudamericana 2015 und neun Begegnungen (ein Tor) in der Copa Libertadores 2016 zum Einsatz. In der Saison 2016, in der er mit den „Bolsos“ abermals den Landesmeistertitel gewann, stehen für ihn 14 Ligaeinsätze (zwei Tore) zu Buche. Während der Spielzeit 2017 kam er bis zum Ende des Torneo Intermedio in 14 weiteren Ligapartien (ein Tor) sowie sechsmal (kein Tor) in der Copa Libertadores 2017 zum Einsatz. In der zweiten Julihälfte 2017 wurde er dann an den argentinischen Erstligisten Rosario Central ausgeliehen.

### Nationalmannschaft
Romero war Mitglied der von Ángel Castelnoble trainierten uruguayischen U-15-Auswahl, die bei der U-15-Südamerikameisterschaft 2005 in Bolivien teilnahm. Er gehörte zudem im Vorfeld der Olympischen Sommerspiele 2012 zum von Nationaltrainer Óscar Tabárez aufgestellten erweiterten Kader der U-23.

### Erfolge
- Uruguayischer Meister: 2011/12, 2014/15, 2016
- Copa Chile 2013/14

Fortaleza
- Copa do Nordeste: 2019